# Bahnstrecke Dole–Belfort
| |                      |                                                                                 |                                                                                 |
| Streckennummer (SNCF): | 852 000              |                                                                                 |                                                                                 |
| Streckenlänge: | 141,26 km            |                                                                                 |                                                                                 |
| Spurweite: | 1435 mm (Normalspur) |                                                                                 |                                                                                 |
| Stromsystem: | 25 kV 50 Hz ~        |                                                                                 |                                                                                 |
| |                      |                                                                                 |                                                                                 |
| \| \| \| Bahnstrecke Dijon–Vallorbe von Dijon \| \| \| \| \| Bahnstrecke Chagny–Dole-Ville von Chagny \| \| \| \| 360,54 \| Dole-Ville \| 231 m \| \| \| 361,17 \| Bahnstrecke Dijon–Vallorbe nach Vallorbe \| Bahnstrecke Dijon–Vallorbe nach Vallorbe \| \| \| 368,24 \| Rochefort-sur-Nenon \| 225 m \| \| \| 371,36 \| Moulin-Rouge \| 230 m \| \| \| 375,69 \| Orchamps \| 243 m \| \| \| 378,33 \| La Barre \| 235 m \| \| \| \| Bahnstrecke Gray–Fraisans nach Gray \| \| \| \| 380,70 \| Ranchot \| 241 m \| \| \| 387,99 \| Saint-Vit \| 251 m \| \| \| 393,40 \| Dannemarie-Velesmes \| 266 m \| \| \| 398,42 \| Bahnstrecke Franois–Arc-et-Senans von Arc-et-Senans \| Bahnstrecke Franois–Arc-et-Senans von Arc-et-Senans \| \| \| 398,89 \| Franois \| 276 m \| \| \| 402,32 \| Besançon-Saint-Fergeux \| 276 m \| \| \| 405,76 \| Besançon-Viotte \| 281 m \| \| \| 406,11 \| Bahnstrecke Besançon-Viotte–Vesoul nach Vesoul \| Bahnstrecke Besançon-Viotte–Vesoul nach Vesoul \| \| \| 407,32 \| Bahnstrecke Besançon–Le Locle nach Le Locle \| Bahnstrecke Besançon–Le Locle nach Le Locle \| \| \| \| Châlezeule (1104 m) \| \| \| \| 414,59 \| Roche-lez-Beaupré \| 259 m \| \| \| 416,47 \| Novillars \| 253 m \| \| \| 421,73 \| Deluz \| 263 m \| \| \| 425,33 \| Laissey \| 273 m \| \| \| \| Laissey (40 m) \| \| \| \| 428,06 \| Douvot \| 276 m \| \| \| 430,02 \| Ougney-Douvot \| 279 m \| \| \| \| Fourbanne (309 m) \| \| \| \| \| Champvans (571 m) \| \| \| \| 437,92 \| Baume-les-Dames \| 291 m \| \| \| \| Baume-les-Dames (558 m) \| \| \| \| \| Grange-Ravey n°1 (48 m) \| \| \| \| \| Grange-Ravey n°2 (42 m) \| \| \| \| \| Bois-la-Ville (252 m) \| \| \| \| \| Hyèvre-Paroisse (264 m) \| \| \| \| 444,89 \| Hyèvre-Paroisse \| 288 m \| \| \| \| Passerelle d'Hyèvre (36 m) \| \| \| \| \| Branne (362 m) \| \| \| \| \| Clerval (102 m) \| \| \| \| 453,51 \| Clerval \| 285 m \| \| \| \| A 36 \| \| \| \| 456,96 \| Pompierre \| 284 m \| \| \| \| Canal du Rhône au Rhin (20 m) \| \| \| \| \| Doubs (38 m) \| \| \| \| 460,66 \| Rang \| 291 m \| \| \| \| Rang 1162 m \| \| \| \| 463,35 \| L’Isle-sur-le-Doubs \| 292 m \| \| \| \| Canal du Rhône au Rhin (19 m) \| \| \| \| \| Doubs (Viaduc de Médière) \| \| \| \| \| La Prétière (300 m) \| \| \| \| \| Doubs (Viaduc de La Prétière) \| \| \| \| \| Canal du Rhône au Rhin (15 m) \| \| \| \| 468,95 \| Saint-Maurice \| 301 m \| \| \| 472,20 \| Colombier-Fontaine \| 305 m \| \| \| \| Doubs (32 m) \| \| \| \| 478,51 \| Bahnstrecke Voujeaucourt–Saint-Hippolyte v. St-Hippolyte \| Bahnstrecke Voujeaucourt–Saint-Hippolyte v. St-Hippolyte \| \| \| 479,23 \| Voujeaucourt \| 314 m \| \| \| 482,15 \| Bahnstrecke Montbéliard–Morvillars von Audincourt \| Bahnstrecke Montbéliard–Morvillars von Audincourt \| \| \| \| Montbéliard (535 m) \| \| \| \| \| Canal du Rhône au Rhin (16 m) \| \| \| \| \| Allan (56 m) \| \| \| \| 483,95 \| Montbéliard \| 320 m \| \| \| \| LGV Rhin-Rhône \| \| \| \| 491,68 \| Héricourt \| 343 m \| \| \| \| \| \| \| \| 499,82 \| Bahnstrecke Belfort–Delle von Delle und Bahnstrecke Paris–Mulhouse von Mulhouse \| Bahnstrecke Belfort–Delle von Delle und Bahnstrecke Paris–Mulhouse von Mulhouse \| \| \| \| \| \| \| \| 501,65 \| Belfort \| 358 m \| \| \| 501,79 442,55 \| Bahnstrecke Paris–Mulhouse nach Paris \| Bahnstrecke Paris–Mulhouse nach Paris \| |                      |                                                                                 |                                                                                 |
| Strecke |                      | Bahnstrecke Dijon–Vallorbe von Dijon                                            | Bahnstrecke Dijon–Vallorbe von Dijon                                            |
| Abzweig geradeaus und von rechts |                      | Bahnstrecke Chagny–Dole-Ville von Chagny                                        | Bahnstrecke Chagny–Dole-Ville von Chagny                                        |
| Bahnhof | 360,54               | Dole-Ville                                                                      | 231 m                                                                           |
| Abzweig geradeaus und nach rechts | 361,17               | Bahnstrecke Dijon–Vallorbe nach Vallorbe                                        | Bahnstrecke Dijon–Vallorbe nach Vallorbe                                        |
| ehemaliger Bahnhof | 368,24               | Rochefort-sur-Nenon                                                             | 225 m                                                                           |
| ehemaliger Bahnhof | 371,36               | Moulin-Rouge                                                                    | 230 m                                                                           |
| Bahnhof | 375,69               | Orchamps                                                                        | 243 m                                                                           |
| Bahnhof | 378,33               | La Barre                                                                        | 235 m                                                                           |
| Abzweig geradeaus und ehemals nach links |                      | Bahnstrecke Gray–Fraisans nach Gray                                             | Bahnstrecke Gray–Fraisans nach Gray                                             |
| Bahnhof | 380,70               | Ranchot                                                                         | 241 m                                                                           |
| Bahnhof | 387,99               | Saint-Vit                                                                       | 251 m                                                                           |
| Bahnhof | 393,40               | Dannemarie-Velesmes                                                             | 266 m                                                                           |
| Abzweig geradeaus und von rechts | 398,42               | Bahnstrecke Franois–Arc-et-Senans von Arc-et-Senans                             | Bahnstrecke Franois–Arc-et-Senans von Arc-et-Senans                             |
| Bahnhof | 398,89               | Franois                                                                         | 276 m                                                                           |
| Dienststation / Betriebs- oder Güterbahnhof | 402,32               | Besançon-Saint-Fergeux                                                          | 276 m                                                                           |
| Bahnhof | 405,76               | Besançon-Viotte                                                                 | 281 m                                                                           |
| Abzweig geradeaus und nach links | 406,11               | Bahnstrecke Besançon-Viotte–Vesoul nach Vesoul                                  | Bahnstrecke Besançon-Viotte–Vesoul nach Vesoul                                  |
| Abzweig geradeaus und nach rechts | 407,32               | Bahnstrecke Besançon–Le Locle nach Le Locle                                     | Bahnstrecke Besançon–Le Locle nach Le Locle                                     |
| Tunnel |                      | Châlezeule (1104 m)                                                             | Châlezeule (1104 m)                                                             |
| Bahnhof | 414,59               | Roche-lez-Beaupré                                                               | 259 m                                                                           |
| Bahnhof | 416,47               | Novillars                                                                       | 253 m                                                                           |
| Bahnhof | 421,73               | Deluz                                                                           | 263 m                                                                           |
| Bahnhof | 425,33               | Laissey                                                                         | 273 m                                                                           |
| Tunnel |                      | Laissey (40 m)                                                                  | Laissey (40 m)                                                                  |
| ehemaliger Bahnhof | 428,06               | Douvot                                                                          | 276 m                                                                           |
| ehemaliger Bahnhof | 430,02               | Ougney-Douvot                                                                   | 279 m                                                                           |
| Tunnel |                      | Fourbanne (309 m)                                                               | Fourbanne (309 m)                                                               |
| Tunnel |                      | Champvans (571 m)                                                               | Champvans (571 m)                                                               |
| Bahnhof | 437,92               | Baume-les-Dames                                                                 | 291 m                                                                           |
| Tunnel |                      | Baume-les-Dames (558 m)                                                         | Baume-les-Dames (558 m)                                                         |
| Tunnel |                      | Grange-Ravey n°1 (48 m)                                                         | Grange-Ravey n°1 (48 m)                                                         |
| Tunnel |                      | Grange-Ravey n°2 (42 m)                                                         | Grange-Ravey n°2 (42 m)                                                         |
| Tunnel |                      | Bois-la-Ville (252 m)                                                           | Bois-la-Ville (252 m)                                                           |
| Tunnel |                      | Hyèvre-Paroisse (264 m)                                                         | Hyèvre-Paroisse (264 m)                                                         |
| ehemaliger Bahnhof | 444,89               | Hyèvre-Paroisse                                                                 | 288 m                                                                           |
| Tunnel |                      | Passerelle d'Hyèvre (36 m)                                                      | Passerelle d'Hyèvre (36 m)                                                      |
| Tunnel |                      | Branne (362 m)                                                                  | Branne (362 m)                                                                  |
| Tunnel |                      | Clerval (102 m)                                                                 | Clerval (102 m)                                                                 |
| Bahnhof | 453,51               | Clerval                                                                         | 285 m                                                                           |
| Strecke mit Straßenbrücke |                      | A 36                                                                            | A 36                                                                            |
| ehemaliger Bahnhof | 456,96               | Pompierre                                                                       | 284 m                                                                           |
| Brücke über Wasserlauf |                      | Canal du Rhône au Rhin (20 m)                                                   | Canal du Rhône au Rhin (20 m)                                                   |
| Brücke über Wasserlauf |                      | Doubs (38 m)                                                                    | Doubs (38 m)                                                                    |
| ehemaliger Bahnhof | 460,66               | Rang                                                                            | 291 m                                                                           |
| Tunnel |                      | Rang 1162 m                                                                     | Rang 1162 m                                                                     |
| Bahnhof | 463,35               | L’Isle-sur-le-Doubs                                                             | 292 m                                                                           |
| Brücke über Wasserlauf |                      | Canal du Rhône au Rhin (19 m)                                                   | Canal du Rhône au Rhin (19 m)                                                   |
| Brücke über Wasserlauf |                      | Doubs (Viaduc de Médière)                                                       | Doubs (Viaduc de Médière)                                                       |
| Tunnel |                      | La Prétière (300 m)                                                             | La Prétière (300 m)                                                             |
| Brücke über Wasserlauf |                      | Doubs (Viaduc de La Prétière)                                                   | Doubs (Viaduc de La Prétière)                                                   |
| Brücke über Wasserlauf |                      | Canal du Rhône au Rhin (15 m)                                                   | Canal du Rhône au Rhin (15 m)                                                   |
| ehemaliger Bahnhof | 468,95               | Saint-Maurice                                                                   | 301 m                                                                           |
| Bahnhof | 472,20               | Colombier-Fontaine                                                              | 305 m                                                                           |
| Brücke über Wasserlauf |                      | Doubs (32 m)                                                                    | Doubs (32 m)                                                                    |
| Abzweig geradeaus und von rechts | 478,51               | Bahnstrecke Voujeaucourt–Saint-Hippolyte v. St-Hippolyte                        | Bahnstrecke Voujeaucourt–Saint-Hippolyte v. St-Hippolyte                        |
| Bahnhof | 479,23               | Voujeaucourt                                                                    | 314 m                                                                           |
| Abzweig geradeaus und ehemals von rechts | 482,15               | Bahnstrecke Montbéliard–Morvillars von Audincourt                               | Bahnstrecke Montbéliard–Morvillars von Audincourt                               |
| Tunnel |                      | Montbéliard (535 m)                                                             | Montbéliard (535 m)                                                             |
| Brücke über Wasserlauf |                      | Canal du Rhône au Rhin (16 m)                                                   | Canal du Rhône au Rhin (16 m)                                                   |
| Brücke über Wasserlauf |                      | Allan (56 m)                                                                    | Allan (56 m)                                                                    |
| Bahnhof | 483,95               | Montbéliard                                                                     | 320 m                                                                           |
| Kreuzung geradeaus unten |                      | LGV Rhin-Rhône                                                                  | LGV Rhin-Rhône                                                                  |
| Bahnhof | 491,68               | Héricourt                                                                       | 343 m                                                                           |
| |                      |                                                                                 |                                                                                 |
| Abzweig geradeaus, nach rechts und von rechts | 499,82               | Bahnstrecke Belfort–Delle von Delle und Bahnstrecke Paris–Mulhouse von Mulhouse | Bahnstrecke Belfort–Delle von Delle und Bahnstrecke Paris–Mulhouse von Mulhouse |
| |                      |                                                                                 |                                                                                 |
| Bahnhof | 501,65               | Belfort                                                                         | 358 m                                                                           |
| Strecke | 501,79 442,55        | Bahnstrecke Paris–Mulhouse nach Paris                                           | Bahnstrecke Paris–Mulhouse nach Paris                                           |

Die Bahnstrecke Dole–Belfort ist eine normalspurige Eisenbahnstrecke in den französischen Départements Jura, Doubs, Haute-Saône und Territoire de Belfort in der Region Bourgogne-Franche-Comté und gehört dem staatlichen Schieneninfrastrukturunternehmen Réseau ferré de France (RFF).

## Überblick
Bedeutend ist die Bahnstrecke insbesondere als Hauptverbindung der Region Franche-Comté, die durch Teile aller vier Départements verläuft und diese mit Besançon verbindet, dem Verwaltungssitz der Region. Einen ähnlichen Verlauf weisen auch die Autobahn A36 und die LGV Rhin-Rhône auf.
Die Züge des Personenverkehrs werden von der staatlichen Eisenbahngesellschaft SNCF betrieben. Auf der Strecke verkehren im Regionalverkehr Züge des Transport express régional (TER), im Fernverkehr TGV.

## Geschichte
Die Bahnstrecke setzt ab Dole, die ab 1855 eröffnete Strecke von (Paris–) Dijon her fort und wurde in zwei Etappen eröffnet. Der Abschnitt Dole–Besançon wurde am 7. April 1856 eröffnet, der Abschnitt Besançon–Montbéliard–Belfort folgte am 1. Juni 1858. Die Gesellschaft, die den Bau der Strecke Dijon–Besançon–Belfort projektierte, arbeitete mit den Vorgängergesellschaften der am 19. Juli 1857 neu formierten Compagnie Paris-Lyon-Méditerranée (PLM) zusammen und war seit Gründung Teil letzterer. Mit Verstaatlichung der PLM wechselte die Strecke per 1. Januar 1938 ins Eigentum der SNCF. Seit der Ausgliederung der Schieneninfrastruktur aus der SNCF im Februar 1997 ist sie Eigentum der RFF.

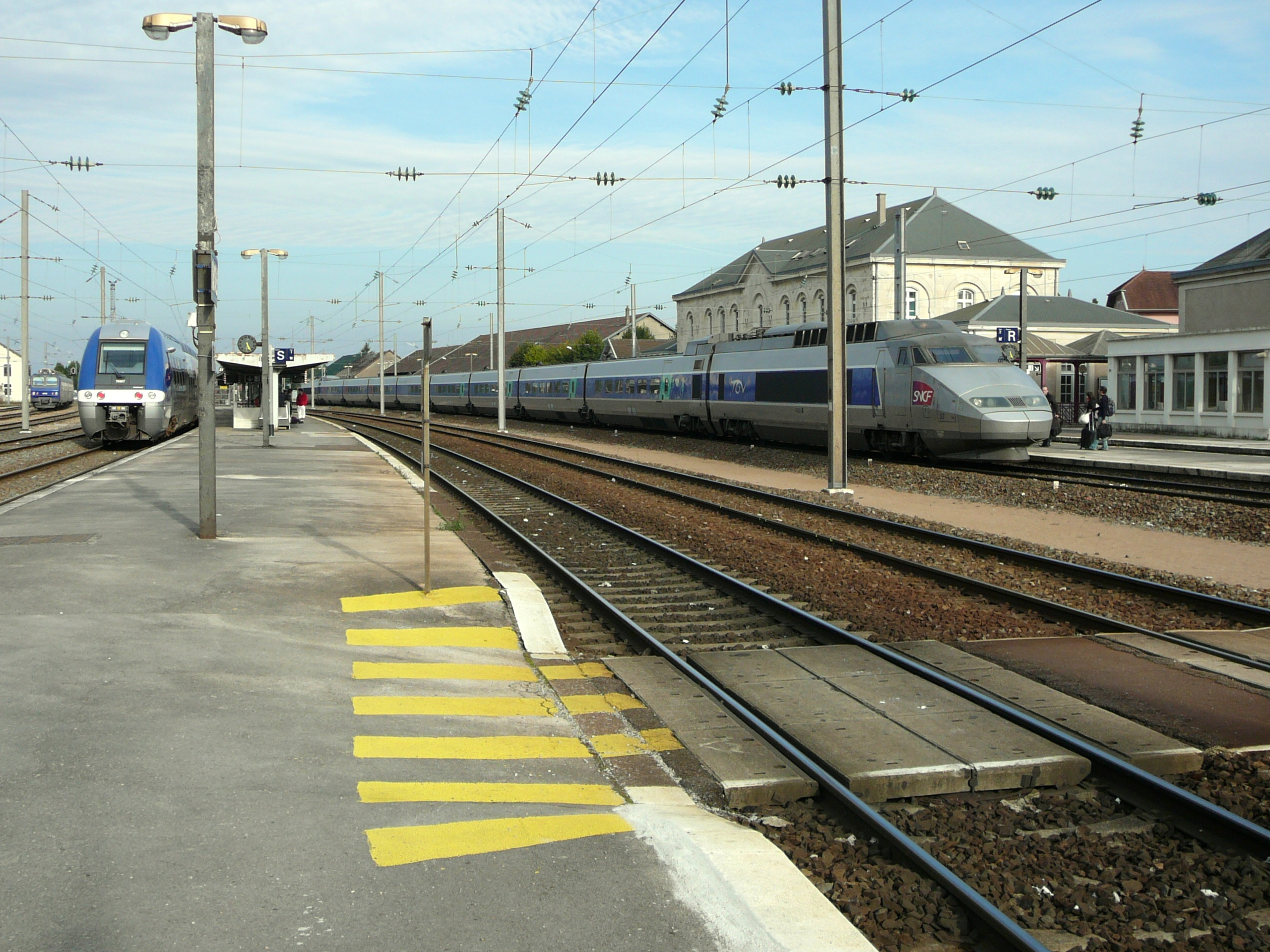
Bahnhof Dole mit TGV Belfort–Dijon–Paris (rechts) und Triebzug nach Besançon, 2008
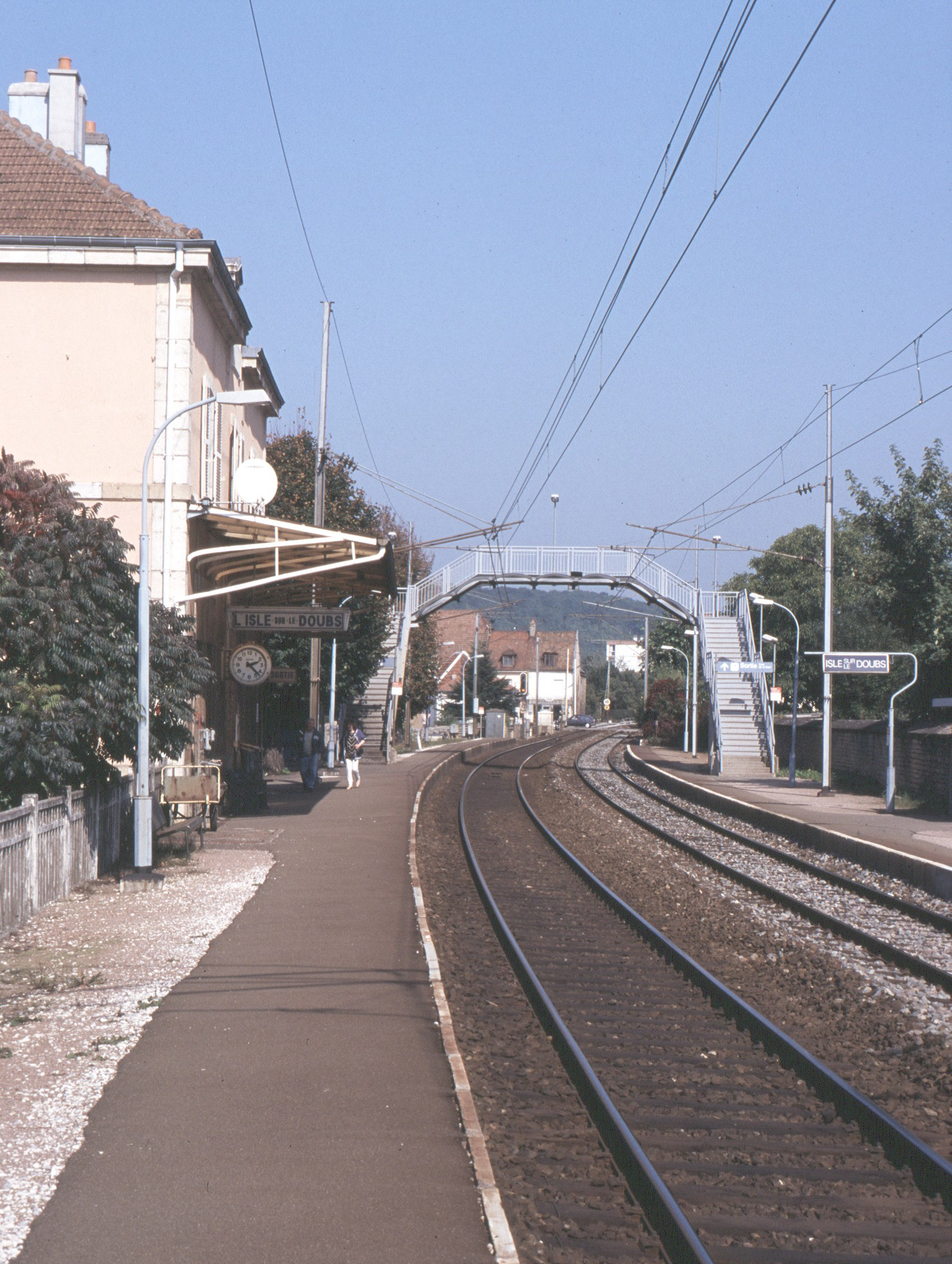
Bahnhof L’Isle-sur-le-Doubs, 1998
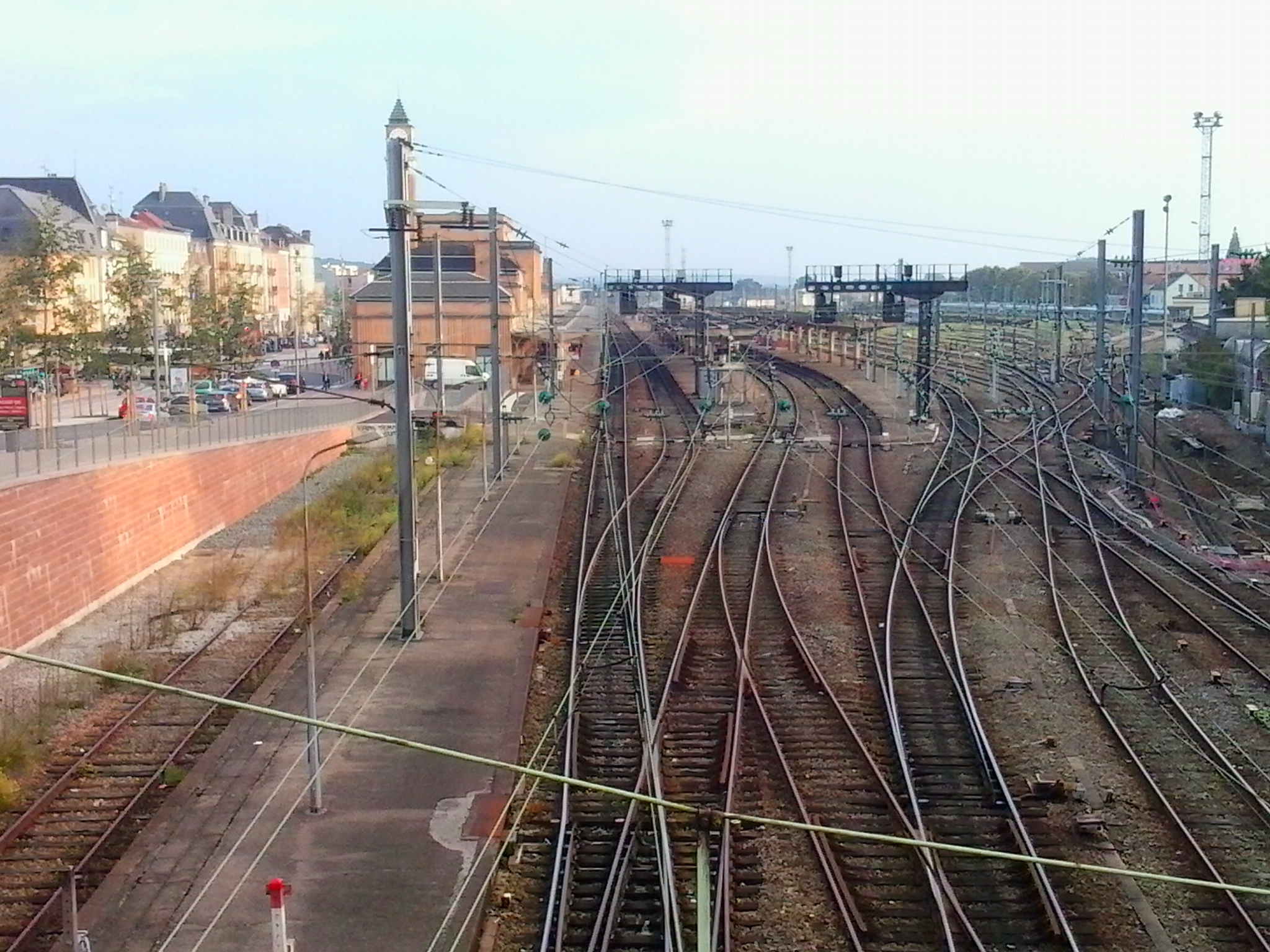
Bahnhof Belfort

## Streckenverlauf
Von Dole im Tal des Doubs aus, wo von der Bahnstrecke Dijon–Vallorbe abgezweigt wird, ist die Trasse geradlinig Richtung Nordosten auf der nördlichen Flussterrasse gebaut worden. Westlich von Besançon allerdings rückt sie weiter ins Hinterland ab, da Flussschleifen abgekürzt werden. Noch in Besancon, wo im Bahnhof Besançon-Viotte Verknüpfungen mit der Bahnstrecke nach Vesoul und Le Locle bestehen, steigt die Bahnstrecke ab ins Doubstal und folgt, weiter an seiner Nordseite, teils dem Talhangfuß, angelegt, seinem windungsreichen Lauf bis kurz vor Montbéliard. Dabei werden bei Baume-les-Dames und L’Isle-sur-le-Doubs Flussschleifen teils durch Tunnel abgekürzt und ab Voujeaucourt das Tal der Allaine, anschließend im Stadtgebiet von Montbéliard jenes der Lisaine nordwärts genutzt. Südlich von Héricourt überbrückt dabei die LGV Rhin-Rhône die Gewässerfurche und nach Überfahren der Wasserscheide zur Savoureuse bei Banvillars wird Belfort von Süden aus kommend erreicht – und damit die Bahnstrecke Paris–Mulhouse sowie jene nach Delle.

## Zweigstrecken
Früh entstanden zwei grenzüberschreitende Zweigstrecken in die Schweiz; die 1884 eröffnete Bahnstrecke Besançon–Le Locle findet Anschluss an die Strecke nach La Chaux-de-Fonds der ehemaligen Jura neuchâtelois (JN).
Die Bahnstrecke Montbéliard–Morvillars der PLM führte ab Eröffnung 1868 nach Delle, die Fortsetzung Delle–Boncourt–Porrentruy wurde 1872 von der Chemin de fer Porrentruy–Delle (PD) eröffnet und fand 1877 Anschluss ans übrige Schweizer Eisenbahnnetz. Die Compagnie de l’Est (EST) eröffnete 1877 die Strecke Belfort–Morvillars (–Delle). Durch die SNCF wurde aufgrund des Parallelverkehrs nach Delle der Personenverkehr auf der Strecke Montbéliard–Morvillars 1938 eingestellt, die Einstellung des Güterverkehrs erfolgte zwischen 1969 und 1993 schrittweise; die Strecke ist nicht mehr befahrbar und teilweise zurückgebaut.

## LGV Rhin-Rhône
Mit der Inbetriebnahme der LGV Rhin-Rhône Ende 2011 benutzt der mit TGV abgewickelte Fernverkehr nunmehr die neue Strecke. Die beiden Unterwegsbahnhöfe Besançon TGV und Belfort-Montbéliard TGV an der LGV liegen deutlich abseits der Ortszentren, in zweiterem Fall wird der TGV-Bahnhof vom Zentrum von Belfort aus über die reaktivierte Bahnstrecke Belfort–Delle erschlossen.